# Saadatabad
Saadatabad (em persa: سعادت اباد, também romanizada como Sa‘ādatābād) é uma aldeia do distrito rural de Bidak, no condado de Abadeh, na província de Fars, Irã.
Segundo o censo de 2006, sua população era de 19 habitantes, em 6 famílias.